# 広昌県
広昌県（こうしょう-けん）は中華人民共和国江西省撫州市に位置する県。

## 行政区画
- 鎮:盱江鎮、頭陂鎮、赤水鎮、駅前鎮、甘竹鎮、塘坊鎮
- 郷:千善郷、水南圩郷、長橋郷、楊渓郷、尖峰郷

## 交通

### 道路
- 高速道路
  - 済広高速道路
  - 莆炎高速道路
- 国道
  - G206国道